# Lake Superior and Ishpeming Railroad
Le Lake Superior and Ishpeming Railroad (sigle AAR: LSI) (LS&I), est un ancien chemin de fer américain de classe I reliant Marquette à différentes localités de la Péninsule supérieure du Michigan. Depuis sa création en 1896, le LS&I poursuit son activité en tant que chemin de fer indépendant local (shortline) depuis son quartier général situé à Marquette. Son nom est resté toujours le même depuis sa création.

## Les origines
Le Lake Superior & Ishpeming Railway (LS&I) fut créé en 1892 par la compagnie minière Cleveland-Cliffs Iron Company (en), mais ne commença son exploitation qu'en 1896. Depuis cette date, la compagnie transporte du minerai de fer des villes de Ishpeming et Negaunee situées dans la région de Marquette Iron Range vers les docks de Marquette sur le Lac Supérieur pour être chargé sur des minéraliers.
En 1904, le LS&I transportait plus de 1,2 million de tonnes de fret, et plus de 1,1 million de tonnes de minerai de fer. Il avait alors 489 wagons minéraliers, 14 locomotives et 121 employés.
En 1923, le LS&I Railway acheta le Munising Marquette and South Eastern Railroad, une petite ligne de 64 km, reliant Marquette à Munising vers l'est. La compagnie se rebaptisa Lake Superior and Ishpeming Railroad. Comme le nouvel embranchement passait dans une région richement boisée de la péninsule supérieure, le transport de bois pour l'industrie du papier devint une seconde activité. Le LS&I exploita également un second embranchement entre Marquette et Big Bay au nord-ouest.

## Le service voyageur
Le transport des voyageurs de fut jamais une activité importante.
En 1931, deux trains quotidiens pour chaque sens reliaient Munising, Lawson, Marquette et Princeton. Un train reliait Marquette à Big Bay, et un autre Munising à Cusino. En 1940, la liaison Munising-Princeton et Lawson-Marquette fut réduite à un seul train quotidien pour chaque sens, quant à la liaison Marquette-Big Bay, il n'y en avait plus que trois par semaine. Ce niveau de service dura jusqu'en 1950. En 1955, le seul service voyageur qui restait était la liaison Munising-Princeton; Marquette et Big Bay n'étaient plus desservis.
Le service voyageur fut arrêté en 1960.

## Le réseau de nos jours

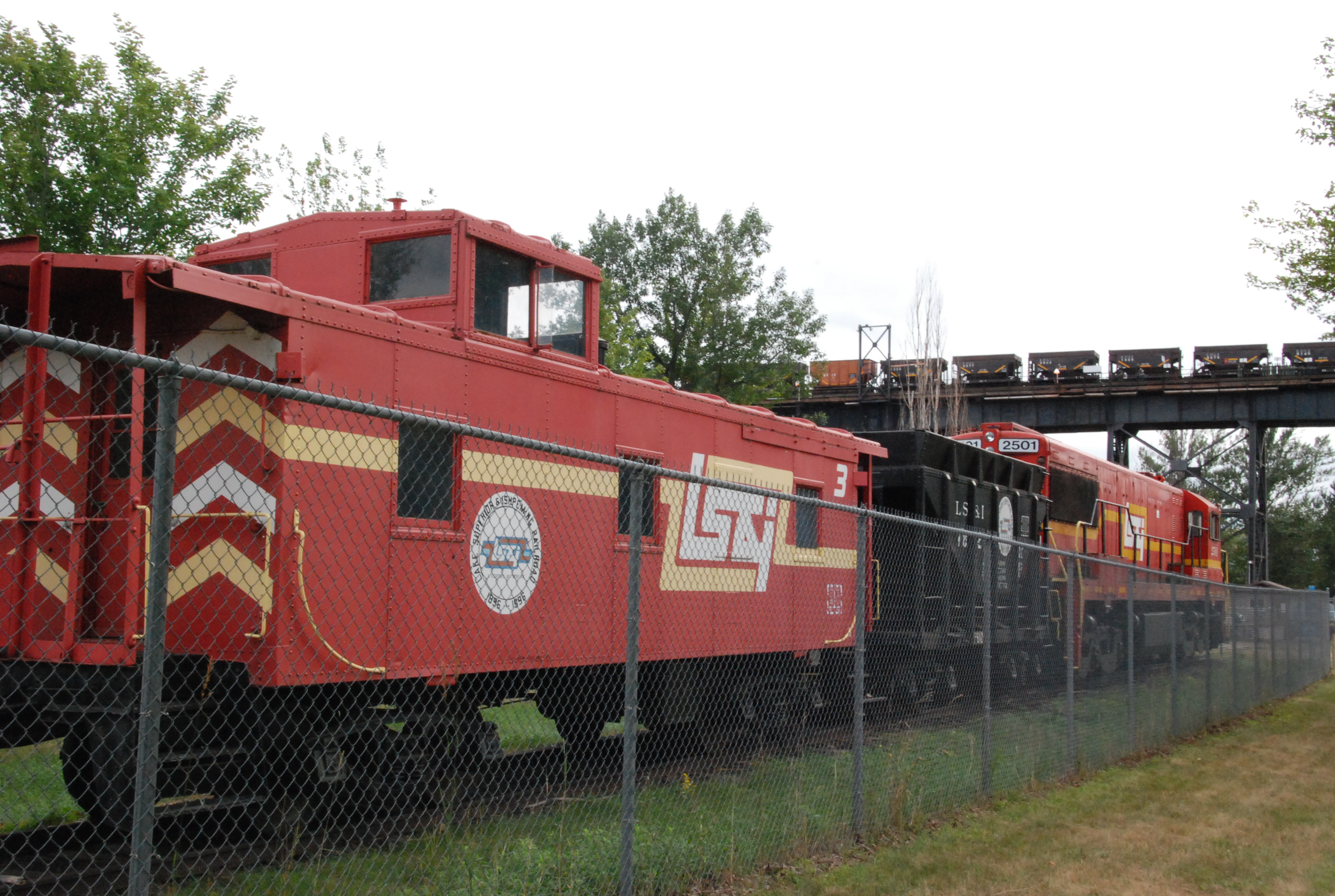
Train préservé de couleur rouge du LS&I. Un train de wagons avec du minerai en arrière-plan.

L'embranchement vers Big Bay fut vendu dans les années 1960, et l'exploitation vers Munising se termina dans les années 1980.
En 2007, l'activité initiale du Lake Superior & Ishpeming continue d'être le transport de minerai de fer sur 26 km, entre Empire et Tilden Mine. L'exploitation d'Ishpeming vers le Lac Supérieur est assurée par Cliffs Natural Resources, holding de Cleveland-Cliffs Iron Company.

## Infrastructures
La ligne principale historique du Lake Superior & Ishpeming entre Marquette et les mines de fer, présente une rampe qui lui donna le surnom de « The Hill ». Elle atteint un maximum de 1,63 %.
Cette falaise (en anglais : cliff), donna le nom à la compagnie holding propriétaire: Cliffs Natural ressources.
À cause de la localisation des docks de Marquette, le LS&I doit traverser le Dead River grâce à un pont sur chevalets mesurant 172 m de long et 32 m de haut.

## Les locomotives
Alco: RS-3s; RSD-12s; RSD-15s
GE: U30C; C30-7

## Surnoms
Le LS&I reçut les 2 surnoms suivants: 
le "Little Sally and Imogene", d'après le nom des 2 filles de H. R. Harris, premier directeur général de la compagnie, et
le "Lazy, Slow, and Independent" (paresseux, lent et indépendant).